# Red Star FC
Red Star Football Club je fotbalový klub z francouzského města Saint-Ouen v pařížské aglomeraci. V sezóně 2018/19 bude účastníkem Ligue 2.

## Historie
Klub je druhým nejstarším dosud existujícím ve Francii po Le Havre AC: založil ho v roce 1897 pozdější předseda FIFA Jules Rimet pod názvem Red Star Club Français, název byl inspirován lodní společností Red Star Line. Původní hřiště měl na Champ-de-Mars, v roce 1910 se přestěhoval do Saint Ouenu, kde hraje na stadionu Stade Bauer pojmenovaném po Jean-Claudu Bauerovi, lékaři popraveném za druhé světové války za odbojovou činnost (druholigové zápasy hraje na Stade Jean-Bouin, neboť Stade Bauer zatím nesplňuje standard požadovaný francouzskou federací, ale plánuje se rekonstrukce). Klub prošel řadou sloučení s jinými týmy a následnými změnami názvu; po fúzi s Olympique de Pantin v roce 1926 změnil původní modrobílé dresy na zelenobílé.
V roce 1991 byl Red Star mezi zakládajícími členy Francouzské fotbalové federace. Pětkrát vyhrál Francouzský fotbalový pohár: 1921, 1922, 1923, 1928 a 1942. V roce 1932 se klub profesionalizoval a nastoupil do úvodního ročníku nejvyšší soutěže, v níž odehrál devatenáct sezón (1932–33, 1934–38, 1939–50, 1965–66, 1967–73 a 1974–75). Nejlepším výsledkem bylo sedmé místo v roce 1947, klub figuruje na třicátém místě historické tabulky Ligue 1. Na počátku 21. století tým klesl až do šesté ligové úrovně, v roce 2015 se dokázal vrátit do Ligue 2 a hned v první sezóně skončil jediný bod za postupem do nejvyšší soutěže. V roce 2017 sestoupil, ale v následující sezóně vyhrál Championnat National a bude opět hrát druhou ligu.
Red Star FC je tradičním reprezentantem severních předměstí Paříže, pro něž je charakteristická nízká životní úroveň a značné množství přistěhovalců, s čímž souvisí vyhraněná levicová orientace jeho příznivců. Klub je také znám tím, že vychoval řadu talentů, jako byli např. Moussa Sissoko nebo Sufján Fighúlí.

## Názvy
- Red Star Club Français (1897–04)
- Red Star Amical Club (1904–25)
- Red Star Olympique (1925–44)
- Red Star Olympique Audonien (1944–46)
- Stade Français-Red Star (1946–48)
- Red Star Olympique Audonien (1948–55)
- Red Star Football Club (1955–66)
- AS Red Star (1976–82)
- AS Red Star 93 (1982–01)
- Red Star Football Club 93 (2001–10)
- Red Star Football Club (2010–)

## Osobnosti

### Hráči
- Paul Nicolas
- Alfred Aston
- Rino Della Negra
- Néstor Combin
- Safet Sušić
- Fjodor Čerenkov
- Ludovic Sylvestre
- Jean-Claude Bras

### Trenéři
- Guillermo Stábile
- Roger Lemerre
- Philippe Troussier